# Davie Cooper
David „Davie“ Cooper (* 25. Februar 1956 in Hamilton; † 23. März 1995 in Glasgow) war ein schottischer Fußballspieler und dabei vor allem als langjähriger Flügelspieler der Glasgow Rangers bekannt.
In seiner Jugend spielte Cooper zunächst für den regionalen Klub Hamilton Avondale und arbeitete als Druckerlehrling für die Vereinseigentümer. Sein Talent sprach sich bei zahlreichen prominenten englischen und schottischen Fußballklubs herum und Cooper entschied sich im Jahr 1974 als erste Profistation für den schottischen Zweitligisten FC Clydebank. Er zeigte sein großes Potential als Toptorschütze und führte Clydebank nach dem Abstieg in die dritte Liga in den darauf folgenden Spielzeiten 1975/76 sowie 1976/77 zum Durchmarsch in die höchste schottische Spielklasse.
Nach seinem Wechsel im Juni 1977 für 100.000 Pfund zu den Glasgow Rangers im Alter von 21 Jahren verbrachte er dort zwölf Jahre. Er absolvierte 540 Partien und gewann zahlreiche Trophäen mit dem Klub, darunter dreimal die schottische Meisterschaft. Im August 1989 heuerte er für 50.000 Pfund bei dem von Tommy McLean trainierten FC Motherwell an, absolvierte dort noch einmal mehr als 150 Pflichtspiele und gewann 1991 ein viertes Mal den schottischen FA Cup gegen Dundee United. Zwischen 1979 und 1990 absolvierte Cooper zudem 22 A-Länderspiele für die schottische A-Nationalmannschaft und schoss sechs Tore. Dazu war er Teil des schottischen Kaders für die WM-Endrunde 1986 in Mexiko und kam dort in zwei Gruppenspielen zum Zug.
Im weiteren Verlauf der Karriere kehrte er zum FC Clydebank zurück und verband dort seine Spielerlaufbahn mit Arbeiten im Trainerstab. Er beabsichtigte das aktive Karriereende zum Ende der Saison 1994/95, jedoch erlitt er am 22. März 1995 in der Nähe des Broadwood Stadiums in Cumbernauld eine Subarachnoidalblutung während der Dreharbeiten für die TV-Produktion „Shoot“ zum Thema Jugendtraining. Er verstarb am folgenden Tag im Alter von 39 Jahren. Als Mitglied der schottischen Hall of Fame gilt Cooper als eines der größten schottischen Fußballertalente überhaupt.

## Kindheit
„Als er noch ein kleiner Junge war, hatte er jedes Mal, wenn man ihn sah, einen Ball am Fuß. Schon damals war er verrückt nach Fußball. Und nachdem er weggezogen war, blieb er immer stehen und fragte einen, wie es einem ging, wenn man ihn auf der Straße sah.“

David Cooper wurde im schottischen Hamilton geboren. Seine Eltern John (1918–1998) und Jean Cooper (Mädchenname Pollock) (1926–2012) entstammten einfachen Verhältnissen. Während sich der Vater als Stahlarbeiter in den nahegelegenen Lanarkshire Steel Works verdingte, arbeitete die Mutter als Bardame in der Lariat-Herberge in Hamilton. Gemeinsam mit seinem älteren Bruder John pflegte der junge Davie eine frühe Leidenschaft als Anhänger der Glasgow Rangers und die beiden besuchten mit dem Vater oft die Heimspiele im Ibrox Park. Später reiste er auf eigene Faust mit den Rangers-Fans per Bus nach Glasgow.

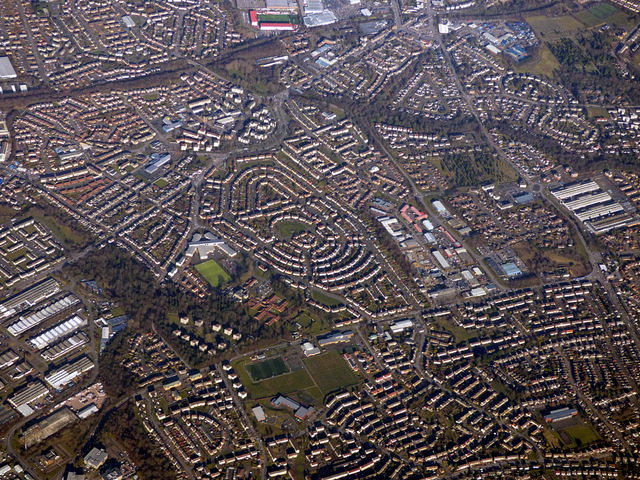
Die Hillhouse-Gemeinde, wo Cooper aufgewachsen ist (Aufnahme aus dem Jahr 2018)

Zunächst besuchte er im heimischen Hamilton die Grundschule in der Beckford Street, bevor er an die Udston-Grundschule wechselte und dort schnell durch sein Fußball-Talent auf sich aufmerksam machte. Er war Kapitän der Schulmannschaft und agierte zunächst auf der Position des Halbstürmers (in etwa mit der heutigen „hängenden Spitze“ gleichbedeutend). Die erste Trophäe gewann er mit der Udston Primary, als er beim Jugendturnier des Shinwell Cups im Finale die Low Waters Primary mit 4:2 im Douglas Park, der früheren Heimstätte von Hamilton Academical, besiegte. Anschließend ging Cooper auf das weiterführende St. John’s Gymnasium (heute Hamilton-Gymnasium). Dort wurde zu Coopers Missfallen zunächst kein Schulfußball gespielt; dies änderte sich erst in seinem dritten Jahr. Die mit Coopers Eltern befreundeten Bill und Rose MacKenzie entschieden sich, einen Jugendfußballverein mit dem Namen Udston United ins Leben zu rufen. Cooper war dann nicht nur einer der ersten Spieler in der Mannschaft, sondern versuchte dazu emsig in der heimischen Umgebung für diesen Klub zu werben. Davies älterer Bruder John, der zu diesem Zeitpunkt 16 Jahre alt war, reiste nach England zum Vorspielen bei Hull City, aber gleichsam sein Heimweh und das Piesacken durch gegnerische Verteidiger ließen ihn wieder zurückkehren und er spielte schließlich in Schottland für Larkhall Thistle.
David Cooper selbst zog es später zu Hamilton Avondale, einem Jugendklub in der Gemeinde, der von den Brüdern Alan und Stuart Noble, den Besitzern der Avondale-Werke, ins Leben gerufen worden war. Er begann dort für die U16-Auswahl und entwickelte sich weiter in das U18-Team. Seine erste internationale Erfahrung machte er als Auswahlspieler der schottischen Amateurliga und spielte gegen Jugendvertretungen aus England, Nordirland und Wales. Während dieser Zeit arbeitete er als Druckerlehrling in der Geschäftsstelle der Nobles Offices für Hamilton Avondale. Neben den Rangers zeigten sich in Schottland der FC Motherwell, der FC Clyde und der FC Clydebank sowie in England Coventry City und Crystal Palace interessiert an einer Verpflichtung von Davie Cooper.

## Vereinskarriere

### FC Clydebank (1974–77)
Als Cooper 18 Jahre alt geworden war, wurde seine Ausbildung als Drucker bei der Noble-Familie beendet und zu dieser Zeit hatte es keinen Raum mehr fürs Fußballspielen neben dem Beruf gegeben. Stuart Noble, einer der Eigentümer von Hamilton Avondale, nahm Kontakt mit Jack Steedman, einem Vereinsfunktionär des FC Clydebank, auf. Dieser setzte sich sofort ins Auto und versuchte Cooper davon zu überzeugen, sich dem Klub anzuschließen. Steedman, der sich des außergewöhnlichen Talents bewusst war, nahm Cooper am 16. Mai 1974 unter Vertrag und gab später zu Protokoll: „Ich raubte den Vereinssafe und nahm das Silber aus den Glücksspielautomaten des Vereinsheims und tauschte alles gegen Pfund-Noten ein. Ich nahm bierverschmierte Banknoten im Wert von 300 Pfund mit zu den Druckerwerken in Hamilton, wo er arbeitete, und überzeugte ihn, sich dem Klub anzuschließen. In meinen 40 Jahren im Fußballgeschäft, war dies das beste, was ich jemals getan hatte“. Zu diesem Zeitpunkt verfügte der FC Clydebank unter Trainer Bill Munro über eine ambitionierte Mannschaft mit Spielern wie Jimmy Lumsden, Gregor Abel, Jim Fallon und Peter Kane, ungeachtet der eingeschränkten Trainingsmöglichkeiten mit einem Übungsplatz auf Asche. Fallon beschrieb Coopers erste Schritte in Clydebank wie folgt: „Es härtete ihn definitiv ab, weil es zu dieser Zeit Verteidigern erlaubt war, die Zweikämpfe richtig hart zu führen und du musstest resilient sein, um dich auf dem Flügel behaupten zu können“.
Cooper debütierte für Clydebank gegen den Airdrieonians FC im Ligapokal. In der Saison 1974/75 bestand das Format des Ligapokals aus neun Vorrunden-Gruppen mit vier Teams, wobei der FC Clydebank in Gruppe 7 einsortiert wurde, gemeinsam mit dem Airdrieonians FC, dem FC St. Mirren und Stirling Albion. Die erste Partie fand am 10. August 1974 statt und Clydebank verlor deutlich mit 0:4. Coopers erster Einsatz in der Startelf war im Rückspiel gegen denselben Gegner; erneut zog Clydebank den Kürzeren und unterlag daheim im New Kilbowie Park am 28. August 1974 mit 1:2. Clydebank beendete die Gruppenphase als Tabellenletzter mit zwei Siegen und vier Niederlagen. Coopers Zweitligadebüt fand am 31. August 1974 statt und endete ebenfalls mit einer Niederlage, nunmehr mit 0:3 gegen Queen of the South. Den ersten Sieg feierte er am 30. November 1974 mit 2:1 daheim gegen den FC Cowdenbeath. Sein erstes Tor folgte beim 1:4 gegen Alloa Athletic. Cooper beendete die Saison 1974/75 mit 29 Auftritten in der Startelf, zwei Einwechslungen und zwei Toren. Der Verein sollte nach einer Umstrukturierung des Ligasystems ab 1975 nur noch drittklassig spielen.
In der Drittligaspielzeit 1975/76 war Cooper einer von vier Clydebank-Akteuren, die keine Partie verpassten. Er beendete die Saison als Top-Torjäger des Vereins mit 13 Ligatreffern, darunter drei Elfmeter. Sein erster Hattrick gegen Alloa Athletic (3:1) beinhaltete zwei verwandelte Strafstöße. Clydebank gelang in diesem Jahr als Drittligameister der direkte Wiederaufstieg in die zweithöchste schottische Spielklasse und in der letzten Partie gegen Forfar Athletic (2:0) erzielte Cooper den ersten Treffer ebenfalls per Elfmeter. In den insgesamt 49 Pflichtspielen traf Cooper 22-mal und anschließend versuchte der englische Klub Aston Villa (trainiert von Ron Saunders) Cooper für eine Ablösesumme von 65.000 Pfund und eine Verdreifachung des Gehalts loszueisen. Clydebank lehnte die Offerte jedoch ab, da die Hoffnung groß war, bald den direkten Durchmarsch in die höchste schottische Spielklasse zu bewerkstelligen. Dass sich dieses Ziel nicht unrealistisch war, zeigte die anschließende Zweitligasaison 1976/77. Gemeinsam mit dem ebenfalls ambitionierten FC St. Mirren, der von dem jungen Alex Ferguson trainiert wurde, kämpfte Clydebank stetig um die Tabellenführung. Zu den besonderen Höhepunkten zählte im Dezember 1976 ein 6:0-Auswärtssieg gegen den FC East Fife sowie Anfang Januar 1977 ein 8:1 gegen den FC Arbroath, zu dem Cooper einen weiteren Hattrick beisteuerte. Der Verein war zwischenzeitlich in 17 aufeinander folgenden Spielen ohne Niederlage geblieben (zwischen Dezember 1975 und Oktober 1976).
Zusätzliches Highlight war im September 1976 für Cooper das Viertelfinale im Ligapokal gegen seinen Lieblingsklub Rangers. Dieser hatte in der vergangenen Saison unter Jock Wallace das Triple aus Meisterschaft, Pokal und Ligapokal gewonnen und war stetig auf der Suche nach neuen jungen Talenten, die den Kader verstärken sollten. Das Hinspiel fand auswärts im Ibrox Park statt und Clydebank stellte sich als ungemütlicher „Underdog“ für den großen Favoriten heraus. Nach gerade einmal zwei Minuten ging Rangers-Verteidiger John Greig hart gegen Cooper in einen Zweikampf und gab ihm die Worte „Wenn ich eine weitere Chance bekomme, breche ich dir das Bein“ mit. Ungeachtet der Einschüchterungsversuche gelang dem FC Clydebank ein 3:3 und Cooper steuerte den Endstand in der 78. Minute hinzu. Auch im Rückspiel trennte man sich unentschieden mit 1:1. Dabei schoss Greig in der ersten Halbzeit das 1:0, das Cooper in der 60. Minute ausglich. Da auch nach Verlängerung kein Sieger gefunden werden konnte, traf man sich am 18. Oktober 1976 zu einem Entscheidungsspiel, das aber ebenfalls mit einem Remis (0:0) endete. Letztlich setzten sich die Rangers im Wiederholungsspiel, das im Firhill Stadium ausgetragen wurde, durch. Derek Parlane schoss bereits in der sechsten Minute das 1:0, das Cooper nur eine Minute später egalisierte. In der 61. Minute entschied Bobby McKean die Partie für die Rangers, die damit ins Ligapokal-Halbfinale einzogen.
Es wurde immer offensichtlicher, dass die Rangers Interesse an einer Verpflichtung Coopers zeigen würden und so wurde dem FC Clydebank ursprünglich 50.000 Pfund geboten. Nach mehreren Verhandlungen erhöhte sich die Summe auf 100.000 Pfund und so sicherten sich die Rangers Coopers Dienste. Gemeinsam mit dem Vater und dem älteren Bruder kam es zu einer entscheidenden Unterredung mit Trainer Wallace; dazu kamen Willie Waddell und Willie Thornton. Neben der Ablösesumme wurde ein Gehalt von 10.000 Pfund vereinbart, von dem Cooper nach Steuern 3.500 Pfund blieben. Kurz bevor er Rangers-Spieler wurde, schoss Cooper sein letztes Tor für die „Bankies“ gegen die Raith Rovers (2:0) am 23. April 1977. Der vorerst finale Auftritt für Clydebank folgte eine Woche später beim 4:2-Auswärtssieg gegen den FC Falkirk.

### Glasgow Rangers (1977–89)

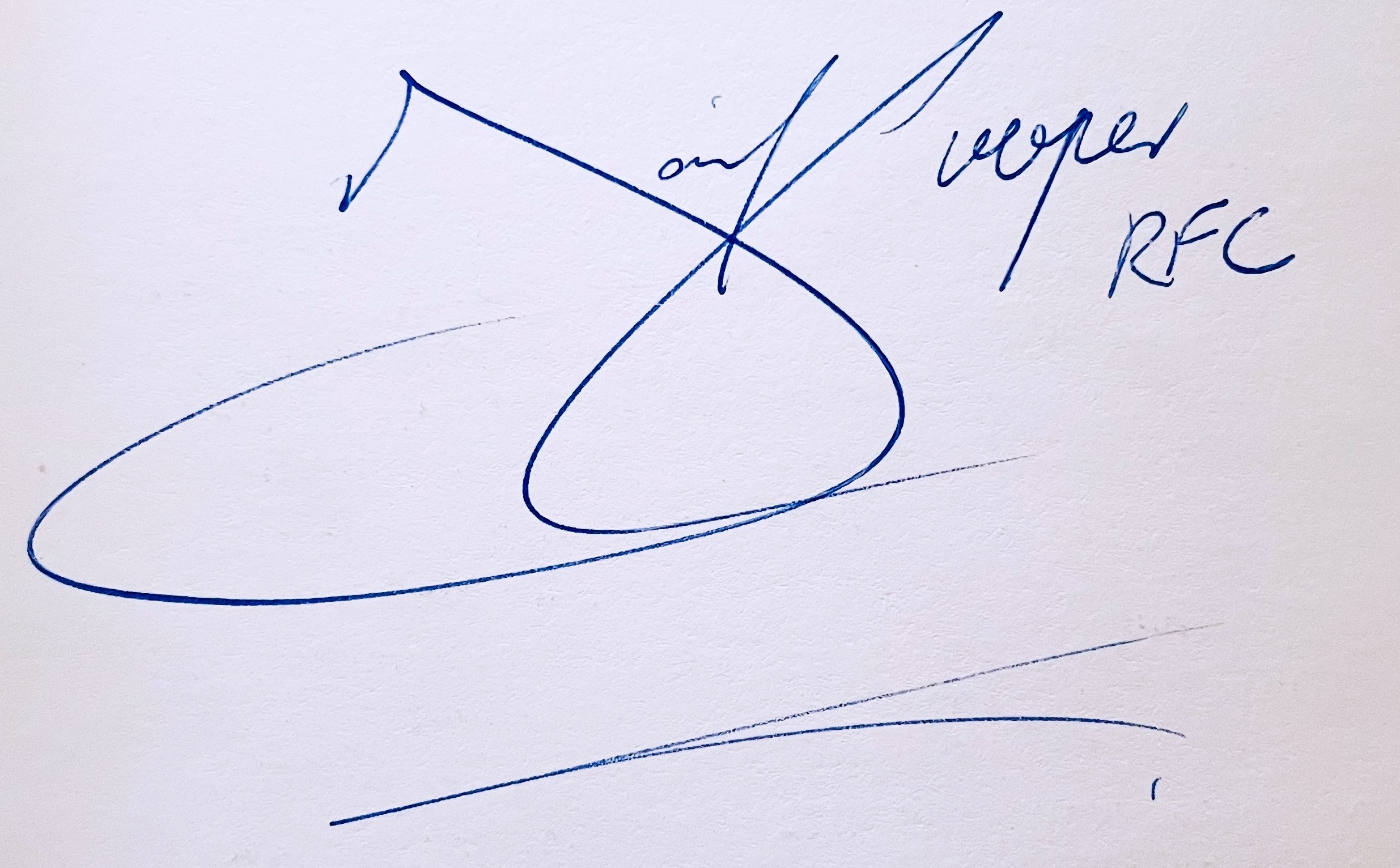
Coopers Unterschrift während seiner Zeit bei den Glasgow Rangers

Im Alter von 21 Jahren schloss sich Cooper im Sommer 1977 den Glasgow Rangers an. Ebenfalls zu dem Verein stießen Bobby Russell und Gordon Smith. Das „Youngster-Trio“ wuchs schnell zu einer Einheit zusammen und sorgte dafür, dass neben der defensiven Stabilität mit Spielern wie John Greig, Tom Forsyth, Colin Jackson und Sandy Jardine auch in der Offensive mehr Schärfe und Struktur ins Spiel kam. Nach zwei Niederlagen zu Beginn der Saison 1977/78 zeigten sich die drei Neuzugänge formstark und nach einem 4:0-Auswärtssieg bei Patrick Thistle bestritt Cooper am 10. September 1977 sein erstes Old-Firm-Spiel gegen Celtic Glasgow. Die Rangers gewannen mit 3:2 und Cooper beschrieb seine Erfahrung mit den Worten: „Auch wenn du zum Spielende hin müde warst, musstest du weiterlaufen für die Fans“. Eine Woche später schoss Cooper gegen den FC St. Mirren (3:3) sein erstes Tor für die Rangers und er ließ den ersten Heimspieltreffer gegen seinen Ex-Klub Clydebank am 1. Oktober 1977 folgen. Er schoss zwei Tore in diesem Spiel, darunter ein direkt verwandelter Eckball. Es folgte eine Serie von zehn Spielen ohne Niederlage, die mit einem 0:4 gegen den FC Aberdeen endete. Er gewann seine erste Trophäe mit den Rangers am 18. März 1978 über einen 2:1-Finalerfolg gegen Celtic im Ligapokal (mit den Torschützen Cooper und Smith). Später sicherte sich der Klub auch die schottische Meisterschaft mit zwei Punkten vor Aberdeen nach einem 2:0-Sieg gegen den FC Motherwell; hier trafen Smith und Jackson. Auch der dritte bedeutende heimische Titel ging an die Rangers, als im Endspiel des FA Cups Alex MacDonald und Derek Johnstone gegen Aberdeen den 2:1-Sieg sicherstellten. Cooper absolvierte in seinem ersten Rangers-Jahr 52 der 53 Pflichtspiele und es gelangen ihm acht Tore.
Überraschend verließ Wallace den Klub nach der erfolgreichen Saison und das Traineramt übernahm der Ex-Spieler John Greig. Die Umstellung fiel schwer, denn in den ersten sechs Spielen der Saison 1978/79 konnte nicht gewonnen werden. Im Europapokal der Landesmeister 1978/79 hingegen gelangen Siege gegen Juventus Turin und den PSV Eindhoven – jedoch ohne Cooper. Die Spielzeit verlief in der heimischen Liga durchwachsen und mit einer 2:4-Niederlage gegen Celtic musste man sich dem Stadtrivalen in der Liga geschlagen geben. Trotz dieses Rückschlags gewannen die Rangers den Ligapokal (über ein 2:1 im Finale gegen Aberdeen) und den FA Cup (3:2 im Endspiel gegen Hibernian Edinburgh). Aufgrund dessen, dass Cooper häufiger nicht zum Einsatz kam, verschlechterte sich sein Verhältnis zu Trainer Greig. Am 4. August 1979 schoss Cooper mit einer sehenswerten Einzelaktion ein Tor gegen Celtic im Endspiel des Drybrough Cups. Er nahm dabei einen Ball von Alex MacDonald an der Ecke des Strafraums auf und lupfte den Ball über die gegnerischen Roddie MacDonald, Murdo MacLeod, Tom McAdam und Alan Sneddon, bevor er den Ball am heranstürmenden Celtic-Torhüter Peter Latchford vorbei legte. Dieses Tor wurde von den Rangers-Fans zum besten Tor in der Vereinsgeschichte gewählt und etwas erhöht als zweitbester Sololauf in der Fußballgeschichte nach Diego Maradonas gegen England bei der WM 1986 in Mexiko eingestuft. Trotz der zwischenzeitlichen Spannung mit Trainer Greig absolvierte Cooper in seinem zweiten Rangers-Jahr 49 Spiele und schoss zehn Tore.

Im Sommer 1979 buhlten vermehrt englische Topklubs wie Newcastle United, Coventry City und West Bromwich Albion um Cooper, der die Offerten aber allesamt aus schottischer Heimatverbundenheit heraus ausschlug. Die Saison 1979/80 war eine von drei Spielzeiten, in der Cooper mit den Rangers keinen Titel gewinnen konnte. Als im Jahr 1980 mit Alan Mullery der Trainer von Brighton & Hove Albion ein Angebot für die beiden Rangers-Spieler Cooper und Smith abgab, wurde nur der Wechsel von Smith erlaubt, während Cooper in Glasgow blieb. In der anschließenden Saison 1980/81 bestritt Cooper nur weniger als die Hälfte aller Ligaspiele. Er war jedoch in der Finalelf im FA Cup, die Dundee United im Wiederholungsspiel besiegte. Es sollte Coopers letzte FA-Cup-Trophäe mit den Rangers sein. In der folgenden Spielzeit 1981/82 gewann Cooper mit den Rangers erneut den Ligapokal und traf im Finale gegen Dundee United zum zwischenzeitlichen 1:1 (Endstand 2:1 für die Rangers).

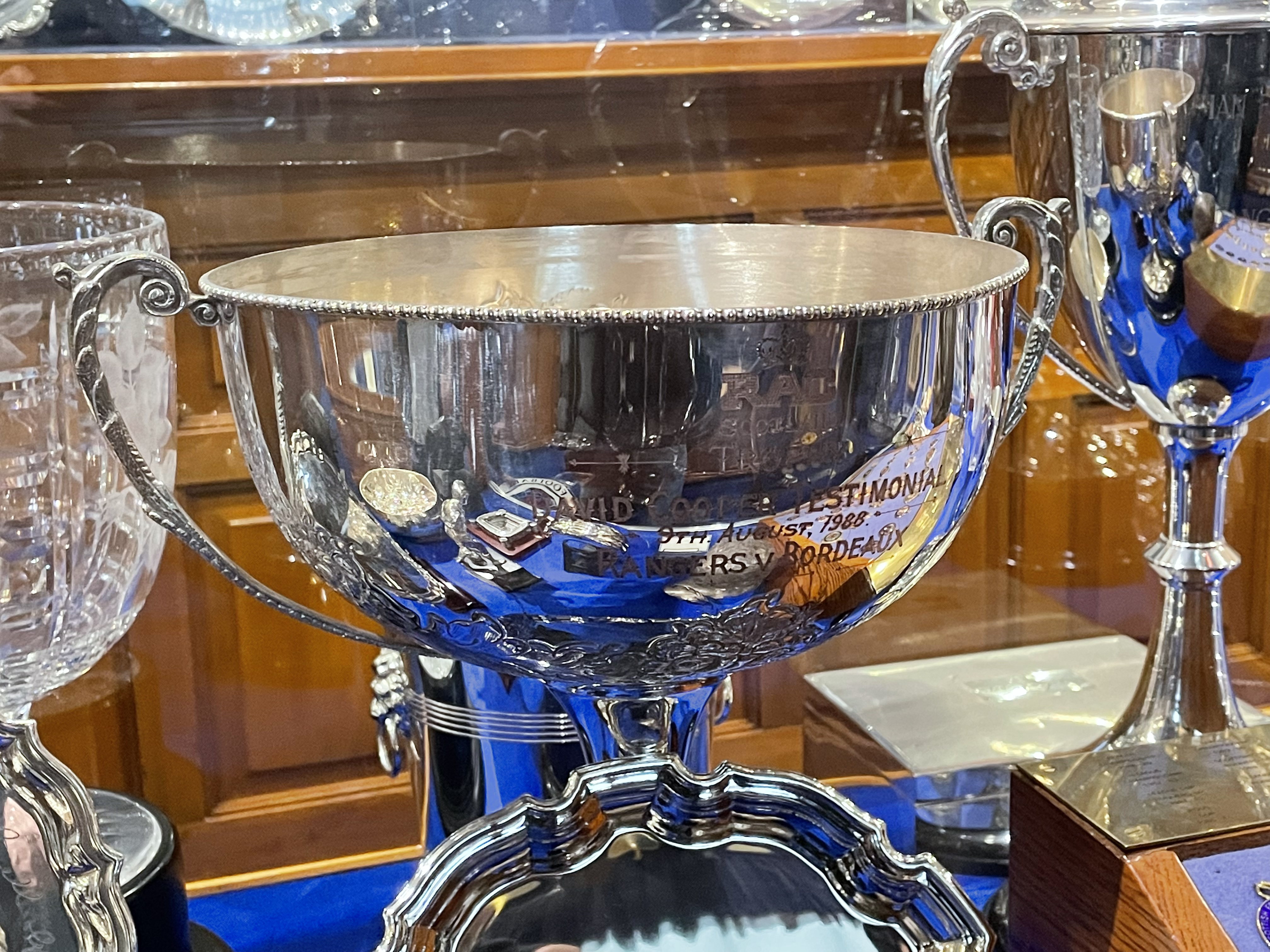
Trophäe anlässlich des Benefizspiels für Cooper gegen Girondins Bordeaux im August 1988

Erneut im Ligapokal erzielte Cooper in der Saison 1982/83 gegen den FC Kilmarnock seinen ersten Hattrick für die Rangers und ließ sein erstes (und einziges) Tor in einem europäischen Wettbewerb gegen Borussia Dortmund im UEFA-Pokal folgen. Mit zwölf Toren erreichte er in dieser Spielzeit seine höchste Ausbeute für die Rangers.
Cooper schoss in der Saison 1986/87 acht Tore und verhalf seinem Klub zum ersten Meistertitel nach neun Jahren. Weitaus zahlreicher waren seine Erfolge im Ligapokal, den er noch viermal in den Spielzeiten 1983/84, 1984/85, 1986/87 und 1987/88 erringen konnte. Dabei schoss er das entscheidende Tor im Finale der Saison 1986/87 gegen Celtic per Elfmeter. In der darauffolgenden Saison steuerte mit einem Freistoßtreffer das erste Tor gegen Aberdeen bei. Die Partie endete 3:3 und die Rangers gewannen nach Elfmeterschießen. Am 9. August 1988 bestritt Cooper sein Benefizspiel („Testimonial Match“) gegen den französischen Klub Girondins Bordeaux vor über 43.000 Zuschauern. Die Rangers gewannen die Partie mit 3:2 nach Toren von Terry Butcher, Kevin Drinkell und Ally McCoist. Cooper beendete nach dieser Saison seine Rangers-Karriere nach 75 Toren und 540 Pflichtspielen. Auf die Frage nach seinen Highlights bei den Rangers antwortete er einfach: „Ich spielte für das Team, das ich liebte“.

### FC Motherwell (1989–93)
Als Graeme Souness neuer Trainer der Glasgow Rangers wurde und eine Reihe hochkarätiger Neuverpflichtungen vornahm, begann sich Coopers Stellenwert im Kader zu verringern. Der Journalist Tam Cowan gab zu Protokoll: „Er (Souness) brachte Typen wie Mark Walters, ein aufregendes Talent auf dem Flügel, aus dem Süden mit. Aber Davie wollte einfach dorthin gehen, wo er in der ersten Mannschaft spielen konnte, weil den Fußball so sehr liebte.“ Souness gestand später ein, dass es ein Fehler war, Cooper nach Motherwell ziehen zu lassen und sagte: „Ich bereue, dass ich nein zu ihm damals gesagt habe. Er spielte drei weitere Jahre lang brillant auf höchstem Niveau.“

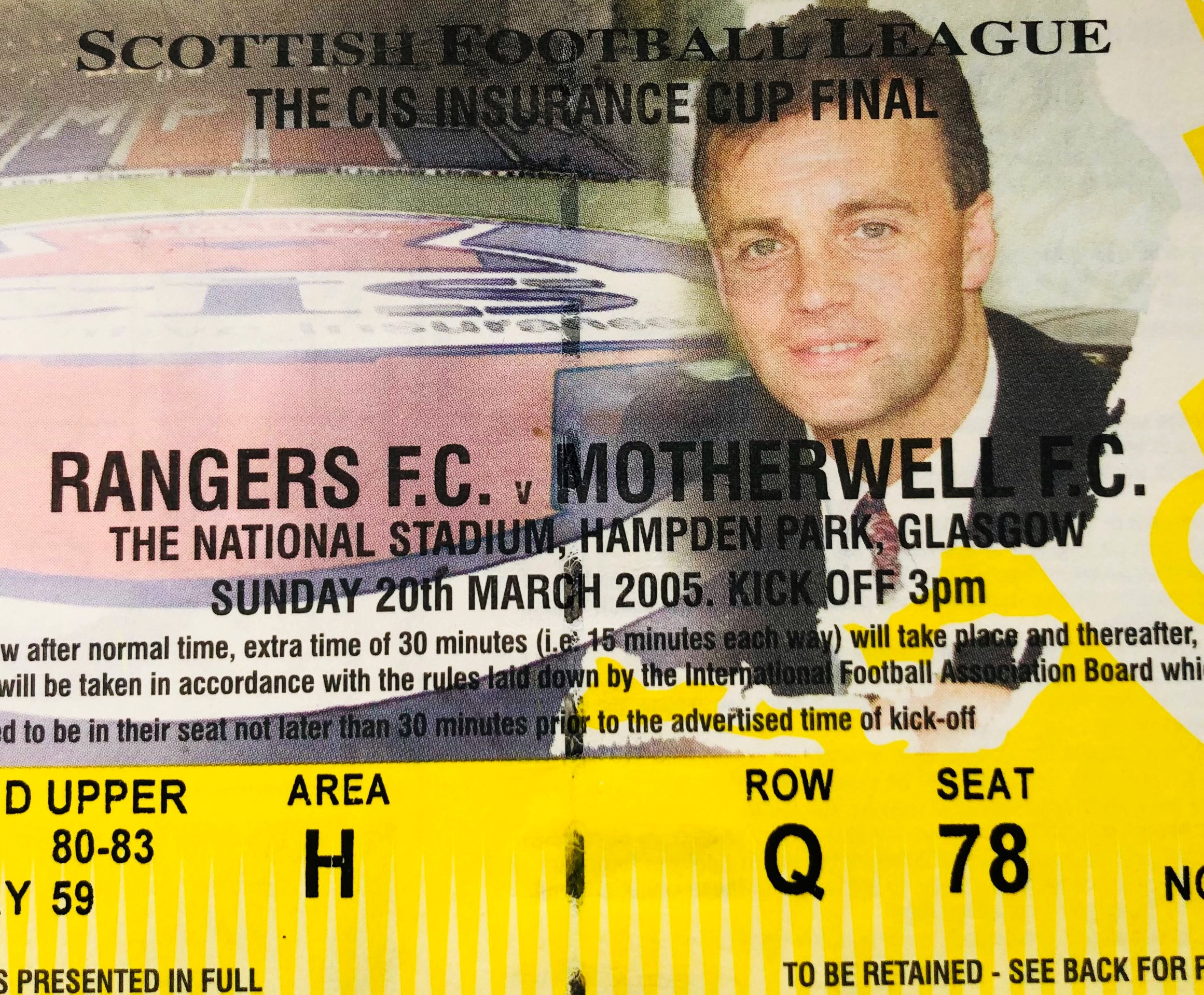
Cooper, abgebildet auf der Eintrittskarte für das 2005er Finale im schottischen Pokal, das zwischen seinen Ex-Klubs Rangers und Motherwell ausgetragen wurde

Nach 12 Jahren in Glasgow schloss sich Cooper im August 1989 für eine Ablösesumme von 50.000 Pfund dem FC Motherwell an, der von seinem Ex-Mannschaftskameraden Tommy McLean trainiert wurde. Er debütierte am 15. August 1989 für Motherwell auswärts im Rugby Park gegen den FC Kilmarnock und er bereitete drei Tore zum 4:1-Sieg vor. Sein erstes Tor schoss er im heimischen Fir Park gegen den FC Dundee am 30. September 1989.
Cooper verbrachte gut viereinhalb Jahre in Motherwell und absolvierte über 150 Pflichtspiele für die „Steelmen“. Sein wohl größter Erfolg war im Jahr 1991 der Gewinn des FA Cups, der dem Verein die erste bedeutende heimische Trophäe nach 39 Jahren einbrachte. Dabei wurde das Finale mit 4:3 gegen Dundee United nach Verlängerung gewonnen. Am Tag nach dem Endspiel feierte die Mannschaft des FC Motherwell in der Heimatstadt mit einer Parade in den Straßen auf einem offenen Bus. Tausende Fans wohnten den Feierlichkeiten bei.

### Rückkehr zum FC Clydebank (1993–95)
Während seiner Zeit in Motherwell hatte Cooper erste Erfahrungen im Trainerbereich gemacht und die Reserve- sowie Jugendmannschaft betreut. Und so nahm er auch nach seiner Rückkehr zum FC Clydebank Assistentenaufgaben im Trainerstab wahr. Dazu war er noch als Spieler aktiv und bestritt in der Saison 1993/94 insgesamt 20 Pflichtspiele, davon 16 in der Startelf. In der Spielzeit 1994/95 war er nahezu „dauerpräsent“ und absolvierte am 7. Februar 1995 sein letztes Profispiel in einer Wiederholungspartie der dritten Runde des FA Cups auswärts gegen Heart of Midlothian. Sein letztes Tor war ihm zuvor im Challenge Cup gelungen; sein letzter Auftritt überhaupt war am 21. Februar 1995 für die Clydebank-Reservemannschaft gegen Hamilton Academical.

## Internationale Karriere
Cooper debütierte in der Saison 1976/77 für die schottische U21-Nationalmannschaft in Pilsen gegen die Tschechoslowakei (0:0) und ließ in der Spielzeit noch drei weitere Länderspiele gegen Wales, die Schweiz und England folgen. Für die schottische A-Nationalmannschaft lief Cooper erstmals am 12. September 1979 im heimischen Hampden Park gegen Peru (1:1) auf und bereits im nächsten Monat spielte er daheim gegen Österreich (1:1) im Rahmen der Qualifikation für die Euro 1980 in Italien. Die sollte jedoch sein letzter Auftritt für mehr als vier für die „Bravehearts“ sein. Am 28. Februar 1984 kehrte er anlässlich einer Partie in der British Home Championship gegen Wales zurück und trug einen Treffer zum 2:1-Sieg bei. Ein weiteres Tor gelang ihm im selben Jahr im Freundschaftsspiel gegen Jugoslawien (6:1).

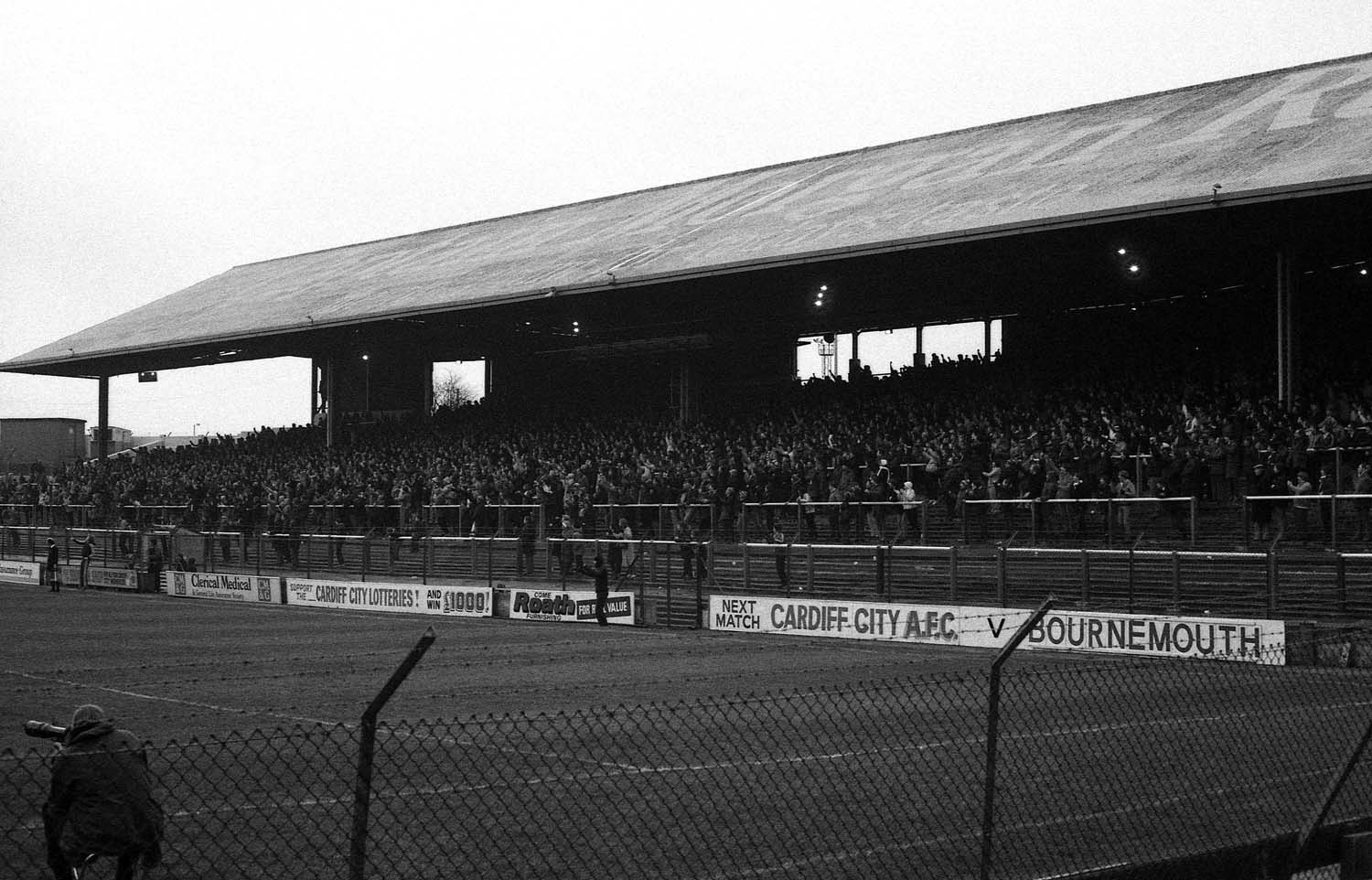
Ninian Park, Cardiff, die Spielstätte, in der Cooper einen entscheidenden Elfmeter auf dem Weg zur Qualifikation für die WM-Endrunde 1986 in Mexiko verwandelt hatte

Cooper erkämpfte sich zur Mitte der 1980er-Jahre einen Stammplatz und vor der WM-Endrunde 1986 in Mexiko bestritt er elf Länderspiele in Serie. Ein Schlüsselspiel war das Aufeinandertreffen mit Wales im letzten Spiel der WM-Qualifikation. Schottland benötigte mindestens ein Remis, um im Rennen zu bleiben. Cooper war zunächst auf der Ersatzbank, und Schottland tat sich von Beginn an schwer. Zu allem Überfluss schoss Mark Hughes in der 13. Minute das 1:0 für Wales und Schottlands Torhüter tat sich mit seiner Sicht schwer, nachdem er seine Kontaktlinsen verloren hatte. Schottlands Trainer Jock Stein wechselte dann in der 61. Minute Cooper für Gordon Strachan ein. Neun Minuten vor Spielende erhielt Schottland einen Elfmeter, den Cooper verwandelte. Der Endstand von 1:1 ließ die 12.000 mitgereisten schottischen Fans zunächst feiern, aber der Zusammenbruch von Trainer Stein beim Abpfiff und sein Tod rund 30 Minuten später überschattete die Freude.
In den anschließenden Playoff-Spielen gegen Australien schoss Cooper ein Tor zum 2:0-Sieg in der ersten Partie und bei der WM-Endrunde in Mexiko selbst bestritt er zwei Begegnungen in der Gruppenphase. Er schoss seine letzten zwei Länderspieltore (von sechs insgesamt) am 12. November 1986 gegen Luxemburg (3:0) im Rahmen der Qualifikation für die Euro 1988 in Deutschland. Nachdem er nach Motherwell gewechselt war, absolvierte er noch zwei letzte Länderspiele, zuletzt am 16. Mai 1990 ein Freundschaftsspiel gegen Ägypten (1:3). Dass er nicht für die nahende WM-Endrunde 1990 in Italien nominiert wurde, geschah aus Verletzungsgründen.
Devotionalien seines letzten Länderspiels wurden im Jahr 2014 von seinem Freund John Semple im schottischen SECC ausgestellt und versteigert mit einem Erlös von circa 8.000 Pfund.

## Spielweise

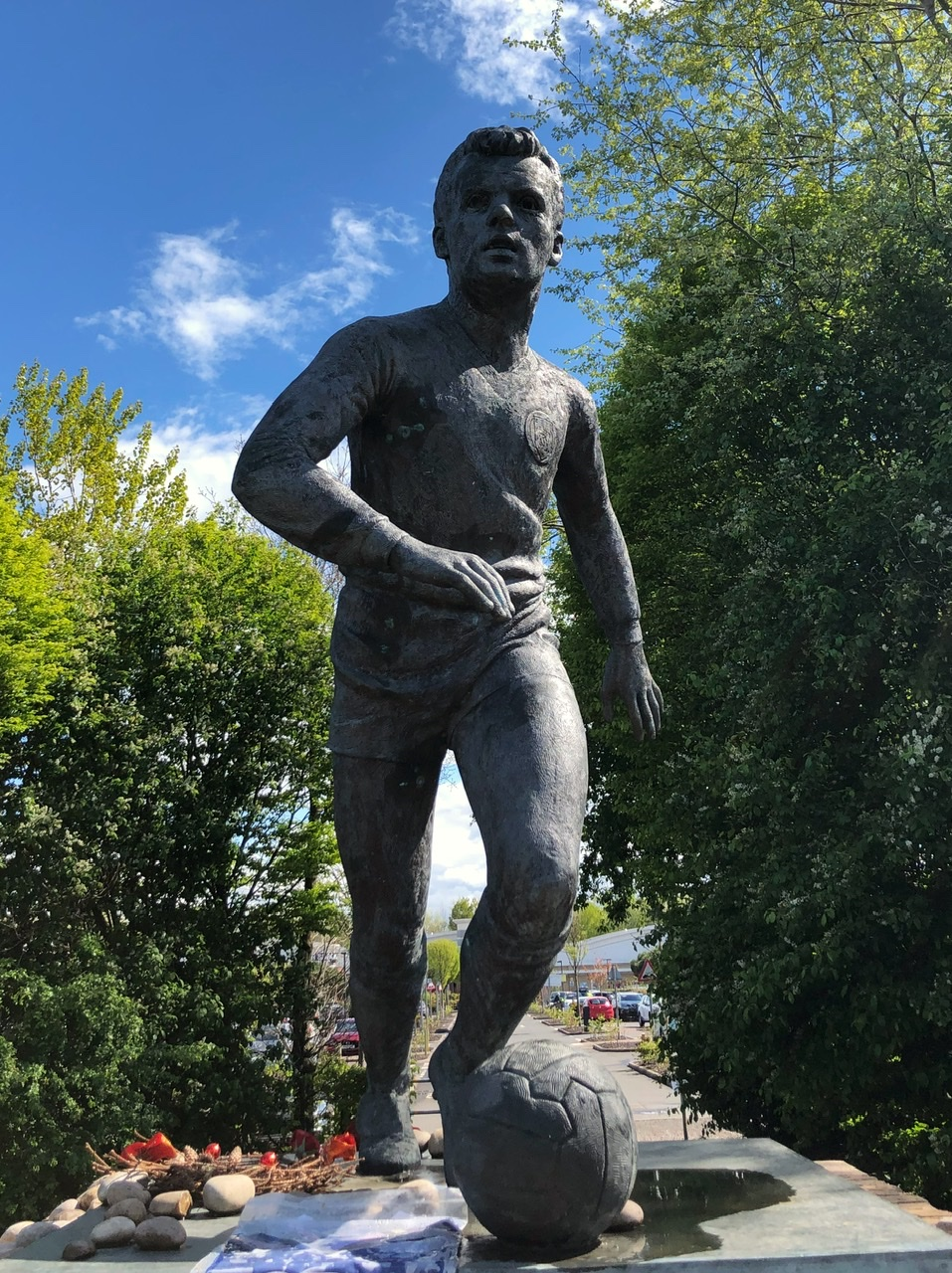
Statue von Cooper in seiner Heimatstadt Hamilton

Cooper gilt als einer der besten Fußballspieler in der schottischen Geschichte. Als trickreicher und kreativer Flügelspieler war er bei seinen Gegenspielern oft gefürchtet, die aufgrund seiner Ballsicherheit elegant ausgespielt wurden. Sein früherer Mannschaftskamerad Mark Walters erklärte in einem Interview: „Er konnte einfach an Spielern mit zusammengezogenen Schultern vorbeigleiten. Er schien den Ball zu manipulieren. Ihm zuzuschauen machte aus mir einen besseren Spieler“. Obwohl Schnelligkeit nicht zu seinen Stärken gehörte, konnte er mit seiner engen Ballführung zahlreiche Tore vorbereiten oder selbst schießen.
Besonders bemerkenswert war sein starker linker Fuß, mit dem er punktgenaue Zuspiele oder Standardsituationen ausführte. Schottlands ehemaliger Nationaltrainer Andy Roxburgh erklärte dazu: „Er hätte damit (mit dem linken Fuß) Violine spielen können. Er brauchte keinen rechten Fuß. Er verfügte über eine derart gute Balance, dass er mit seiner guten Technik auf der linken Seite alles machen konnte. Es gab kein Limit. Er konnte Gegner vielseitig ausspielen; links, rechts, mit einer Umdrehung ein zweites Mal“. Am Abend seines Benefizspiel überreichte ihm sein Freund Ally McCoist das rechte Bein einer Mannequin-Schaufensterpuppe in Rangers-Farben, worauf Cooper erwiderte, dass „dies die einzige Sache sei, die er niemals gehabt hatte“.

## Persönliches
Cooper lernte im Sommer 1975 Christine McMeekin auf einer Eisbahn kennen. Die beiden heirateten im Frühling 1980 in der Coatdyke Congregational Church in der Stadt Airdrie und hatten eine Tochter (Nicola). Als Cooper verstarb, hatte das Paar bereits seit einigen Jahren getrennt voneinander gelebt. Neben dem Fußball war Cooper ein engagierter Squash- und Tennisspieler, wobei er Björn Borg als eines seiner Vorbilder angab.
Mit den Medien tat er sich häufiger schwer. Er sprach oft nur widerwillig mit der Presse und gab nur selten Interviews. Dadurch erhielt er den Spitznamen „The Moody Blue“ (in etwa: der „launische Blaue“), aber trotz seiner etwas reservierten Grundhaltung nach außen, schätzten viele seiner Kollegen und Freunde die freundliche Persönlichkeit. Der Journalist und Freund Hugh Keevins sagte über Cooper in einem Artikel: „Er konnte grummelig sein, wie jeder Mensch in einem stressigen Beruf, aber ich erinnere mich an das herzliche Lachen und seine einnehmende Persönlichkeit“.
Ein besonders guter Freund war Ally McCoist, der in einem Nachruf über Cooper sagte: „Ich betrachtete mich als gesegnet, die Chance gehabt zu haben, mit Davie mein Leben, meine Beschäftigung und Fußballerinnerungen geteilt zu haben, sei es im Ibrox-Stadion, als wir in der schottischen Nationalmannschaft spielten, oder einfach nur über das Spiel plauderten, das wir liebten“. McCoist und Derek Johnstone besuchten Cooper kurz vor seinem Tod im Krankenhaus.

## Tod

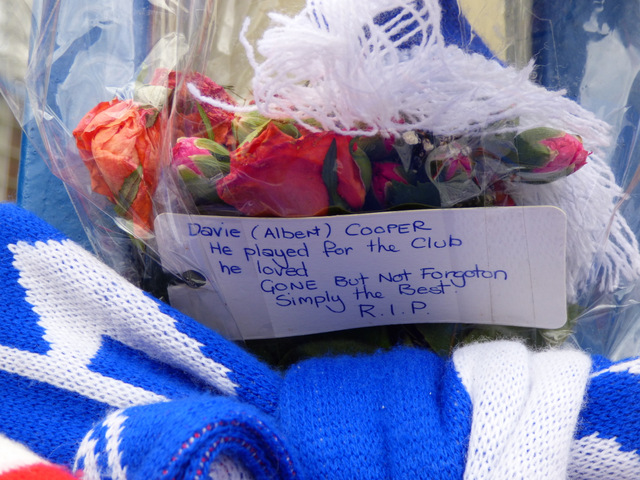
Blumen zum Gedenken an Cooper, außerhalb des Ibrox Stadiums (2018)

Beim Übergang von der Spieler- zur Trainerkarriere übernahm Cooper zunehmend Aufgaben als Übungsleiter im Klub und in der Region. Er startete mit einer TV-Serie für das schottische Fernsehen, die den Titel „Shoot“ trug und die Cooper gemeinsam mit Charlie Nicholas (Ex-Spieler von Celtic, Arsenal, Aberdeen und der schottischen Nationalmannschaft) und Tommy Craig (Ex-Spieler von Sheffield Wednesday) präsentierte. Cooper brach plötzlich und unverhofft am Morgen des 22. März 1995 auf einem Trainingsplatz, angrenzend zum Broadwood Stadium in Cumbernauld, im Verlauf der Dreharbeiten für eine Episode von Shoot zusammen. Sowohl Regisseur Ian Hamilton als auch anwesendes medizinische Personal versuchte bis zum Eintreffen des Rettungsdienstes, Cooper wiederzubeleben.
Eine Computertomografie im nahegelegenen Universitätsklinikum ergab die Diagnose Subarachnoidalblutung, woraufhin er in ein neurologisches Institut in Glasgow überstellt wurde. Sein Zustand verschlechterte sich zunehmend in der folgenden Nacht. Der behandelnde Arzt verkündete daraufhin, dass Cooper über kein Bewusstsein mehr bezüglich seines Zustands verfügte. Am folgenden Morgen des 23. März 1995 wurden die lebenserhaltenden Apparate abgestellt, woraufhin Cooper im Alter von 39 Jahren verstarb.
Tausende von Trauernden versammelten sich in den Straßen seiner Heimatstadt Hamilton und viele renommierte schottische Fußballer wohnten am 27. März 1995 Coopers Beerdigungszeremonie in der Hillhouse Parish Church und der Beisetzung auf dem städtischen Bent-Friedhof bei.

### Tribut
Die Nachricht von Coopers Tod wurde im ganzen Land und im Fußballgeschäft mit großer Trauer aufgenommen. Diese reicht bis in die Gegenwart hinein, vor allem was die Anhänger von Clydebank, den Rangers und Motherwell betrifft. Jock Wallace, der Cooper im Jahr 1977 für die Rangers verpflichtet hatte, sagte: „Mein Mitgefühl gilt seiner Familie und seinen Lieben, die stark bei dieser Tortur sein müssen“ Der damalige Präsident des schottischen Fußballverbands Jim Farry teilte mit: „Es ist tragisch, dass jemand mit solchen Fähigkeiten und Kenntnissen diese nicht mehr an die jungen Spieler weitergeben kann“. Es wurde bekannt, dass Cooper sein Wissen nach dem Rücktritt mit den jungen Talenten in einer eigenen „David Cooper Soccer School“ teilen wollte, die in Verbindung zu dem FC Clydebank stehen sollte. „Es war unsere Absicht, den Fußball zu den Kindern des Landes zu tragen“, sagte Jack Steedmann, dessen Klub Cooper selbst in den frühen 1970ern geholfen hatte, seine Fähigkeiten zu entwickeln. Kurz darauf wurde ein 7-gegen-7-Turnier für Schüler ins Leben gerufen, das noch im selben Jahr zu Coopers Ehren als The Davie Cooper Soccer Sevens ausgespielt wurde und seitdem jährlich in seiner Heimstadt Hamilton stattfindet.
Die Forschungsgruppe „Davie Cooper Scottish Aneurysm Study Group“ wurde als Teil einer breit angelegten Initiative von Graham Teasdale ins Leben gerufen zur Untersuchung von Aneurysmen und ähnlichen Risiken. Dabei wurden 8.500 Patienten mit einem gleichen Krankheitsbild wie Cooper untersucht und die Studie wurde von zahlreichen Medizinforschern zum Thema Zerebrales Aneurysma zitiert.

## Nachlass
Cooper gilt als einer der einflussreichsten Spieler des FC Clydebank, der Glasgow Rangers und des FC Motherwell. Er wurde bei den drei Klubs jeweils in die Hall of Fame aufgenommen; bei den Rangers im Jahr 2000, in Clydebank im Jahr 2008 und zuletzt im Jahr 2020 beim FC Motherwell. Der niederländische Nationalspieler Ruud Gullit traf im Rahmen eines Freundschaftsspiels zwischen Feyenoord Rotterdam und den Rangers auf Cooper. Dabei beschrieb er Cooper als einen der großartigsten Spieler, die er je gesehen hatte. Er wählte ihn sogar später im Fachmagazin FourFourTwo in seine beste Mannschaft aller Zeiten. 25 Jahre nach seinem plötzlichen Tod kommentierte er diese Einschätzung „Nun, es ist jetzt 25 Jahre her und wir müssen ihn feiern. Für immer, Davie Cooper“. Ex-Rangers-Spieler David Templeton wurde von seinem Vater Henry Templeton nach Davie Cooper benannt und sein vollständiger Name ist David Cooper Templeton. Das Ibrox-Stadion führt eine nach David Cooper benannte Loge („Club Cooper“), mit zahlreichen Fotos von ihm an der Wand.

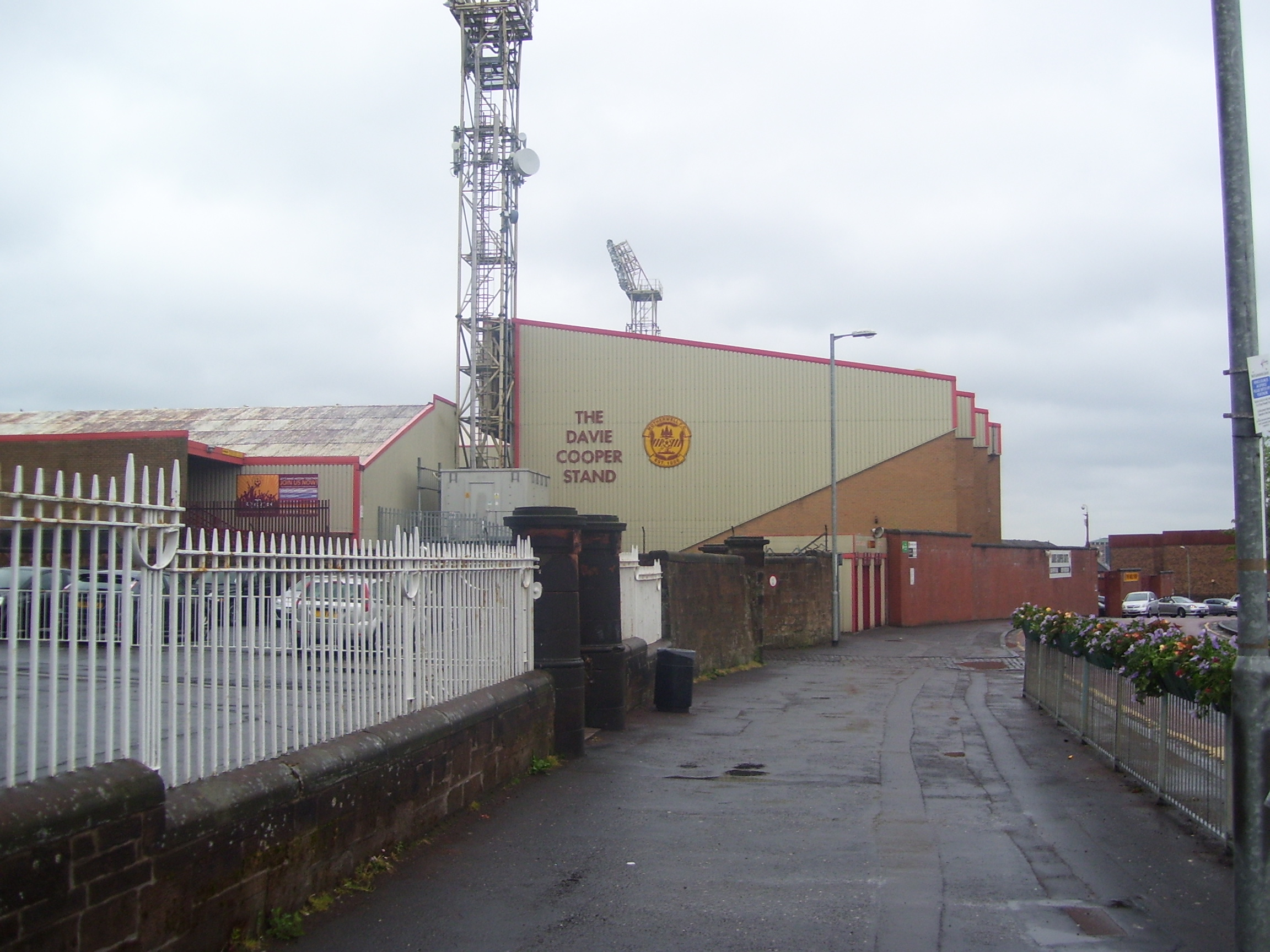
Die Davie-Cooper-Tribüne im Fir Park

Nach Coopers Tod benannte Motherwell die Nordtribüne im Fir Park zu seinen Ehren um. Als in der Saison 2004/05 das Finale im Ligapokal zwischen den Rangers und Motherwell ausgetragen wurde, schmückte ein Konterfei von Cooper die Eintrittskarten. Dazu wurden Teile der Einkünfte auf dem Programmheft an ein Zentrum für Kinder mit besonderen Bedürfnissen gespendet. Vier Jahre nach seinem Tod wurde am Hamilton Palace eine Bronze-Statue von Cooper errichtet. Sie wurde von dem Künstler Kenny Mackay erdacht und errichtet. Ex-Mitspieler Ally McCoist und Rangers-Botschafter Mark Hateley legten im März 2020 einen Kranz an der Statue in Gedenken an Cooper nieder.

## Karrierestatistiken

### International
| Nationalmannschaft | Jahr  | Einsätze | Tore |
| ------------------ | ----- | -------- | ---- |
| Schottland         | 1979  | 2        | 0    |
| Schottland         | 1984  | 5        | 2    |
| Schottland         | 1985  | 6        | 2    |
| Schottland         | 1986  | 5        | 2    |
| Schottland         | 1987  | 2        | 0    |
| Schottland         | 1989  | 1        | 0    |
| Schottland         | 1990  | 1        | 0    |
| Total              | Total | 22       | 6    |

Coopers Tore, Endstände und Wettbewerbe
| # | Datum              | Spielstätte                       | Gegner      | Tor zum | Endstand | Wettbewerb                               |
| - | ------------------ | --------------------------------- | ----------- | ------- | -------- | ---------------------------------------- |
| 1 | 28. Februar 1984   | Hampden Park, Glasgow, Schottland | Wales       | 1:0     | 2:1      | British Home Championship                |
| 2 | 12. September 1984 | Hampden Park, Glasgow, Schottland | Jugoslawien | 1:0     | 6:1      | Freundschaftsspiel                       |
| 3 | 10. September 1985 | Ninian Park, Cardiff, Wales       | Wales       | 1:1     | 1:1      | Qualifikation WM-Endrunde 1986           |
| 4 | 20. November 1985  | Hampden Park, Glasgow, Schottland | Australien  | 1:0     | 2:0      | Qualifikation WM-Endrunde 1986 (Playoff) |
| 5 | 12. November 1986  | Hampden Park, Glasgow, Schottland | Luxemburg   | 1:0     | 3:0      | Qualifikation Euro 1988                  |
| 6 | 12. November 1986  | Hampden Park, Glasgow, Schottland | Luxemburg   | 2:0     | 3:0      | Qualifikation Euro 1988                  |

## Titel/Auszeichnungen
- Schottische Meisterschaft (3): 1977/78,[90] 1986/87,[91] 1988/89[91]
- Schottischer Pokal (4): 1977/78,[91] 1978/79,[91] 1980/81[91], 1990/91[91]
- Schottischer Ligapokal (7): 1977/78,[91] 1978/79,[91] 1981/82,[91] 1983/84,[91] 1984/85,[91] 1986/87,[91] 1987/88[91]
- Scottish Football Hall of Fame[92]